# Nintendo DSi
O Nintendo DSi, modelo do Nintendo DS, foi um console portátil da Nintendo anunciado no dia 2 de outubro de 2008 durante uma conferência da Nintendo em Tóquio. O console é uma versão melhorada do DS Lite.
Entre seus aprimoramentos ao seu antecessor, há uma entrada de cartões SD para armazenamento de jogos e aplicativos por download, menu completamente reformulado com suporte para aplicativos, um navegador incluído para navegar na internet, loja online (DSi Shop), telas maiores, duas câmeras e softwares adicionais. No entanto, o console não dispõe de slot para cartuchos de Game Boy Advance presente nas versões anteriores (DS e DS Lite), e a bateria dura menos tempo que no modelo anterior.
O Nintendo DSi foi lançado em novembro de 2008 no Japão e em abril de 2009 em outras regiões. Seu principal concorrente foi o PlayStation Portable (PSP) da Sony.
O DSi contou com o lançamento de novos jogos incompatíveis com os modelos anteriores do portátil (DS e DS Lite). Entre eles estão os jogos disponíveis na DSi Shop e os jogos físicos exclusivos (que possuem coloração diferente para distinção). Contudo, alguns jogos de DS que exigiam o encaixe de cartuchos de GBA se tornaram incompatíveis com o novo console.

## Aspecto e funções

Câmera do DSi.

O aspecto do Nintendo DSi assemelha-se ao do Nintendo DS Lite. O console tem duas telas TFT-LCD de 3,25 polegadas (8,26 cm), no lugar das 3 polegadas (7,62 cm) dos modelos anteriores. A tela inferior continua com uma interface tocável. Na parte inferior do console, aos lados da tela tátil, estão os botões A, B, X, Y, Start, Select, Power e o direcional. Atrás da tela superior, tem os botões L e R, o slot para cartões de jogo e a entrada para o cabo de alimentação. As dimensões são de 74,9 mm × 137 mm × 18,9 mm quando fechado, sendo cerca de 12% mais fino (2,6 mm) do que o DS Lite.
O Nintendo DSi tem duas câmeras VGA de 0,3 megapixel: uma sobre a dobradiça interna que aponta para o usuário; e outra na parte externa. Além das câmeras, há um slot para cartões SD ao lado direito do portátil. O botão Power deslizável do Nintendo DS Lite foi substituído por um botão mais parecido com o do Nintendo DS original, mas com um formato redondo e localizado abaixo do direcional, à esquerda da tela sensível. Se pressionado brevemente, o console reinicia e vai para o DSi Menu, enquanto segurá-lo por mais tempo faz com que seja desligado. O ajuste de volume foi movido para a lateral esquerda e mudou para dois botões, + e -, através dos quais também se pode ajustar o brilho da tela usando, junto, o botão Select. O DSi adiciona um nível de brilho a mais em relação ao Nintendo DS Lite, passando para cinco níveis, mesmo com a duração da bateria reduzida. A bateria funciona por 9 a 14 horas na configuração de mais baixa luminosidade, em comparação com as 15 a 19 horas do antecessor. O DSi utiliza uma bateria interna recarregável de 840 mAh, em comparação com a de 1000 mAh do DS Lite.
O Nintendo DSi estava disponível em sete cores:
- Américas: Branco, Preto, Azul Claro e Rosa;
- Países Europeus: Branco, Preto, Azul Claro, Azul Metálico e Vermelho;
- Austrália: Branco, Preto, Azul Metálico e Rosa;
- Japão: Branco, Preto, Azul Metálico, Rosa, Vermelho e Verde;
- Além das cores mencionadas acima, certas cores de edição limitada foram liberadas.

### Especificações gerais
A tela inferior do Nintendo DSi está sobre uma tela sensível ao toque com sensor de pressão, designada para aceitar comandos da caneta stylus que vem junto com o console, diretamente pelos dedos, ou da thumb stylus: um retângulo de plástico que pode ser adicionado ao fio de segurança que acompanha o portátil. A tela sensível ao toque permite aos jogadores interagir com elementos de um determinado jogo mais diretamente do que apertando botões; por exemplo, em Trauma Center: Under the Knife, a stylus pode ser usada como um bisturi para cortar uma incisão em um paciente com uma doença. Em outros jogos, ela pode ser usada como um mouse de computador para selecionar itens em uma interface "aponte e clique" (como em Advance Wars: Dual Strike), ou pode ser usada como uma segunda tela normal para status, como em New Super Mario Bros. Os botões de controle mais tradicionais estão localizados nos dois lados da tela sensível ao toque. Na esquerda está um direcional digital, com um pequeno botão de power acima, e para direita estão os botões A, B, X e Y, com os botões Select e Start logo abaixo deles. Os botões L e R estão localizados nas extremidades superiores esquerda e direita da parte inferior do sistema, respectivamente. A disposição dos botões pode ser comparada com a encontrada no controle do Super NES.
O Nintendo DSi apresenta caixas de som estéreo, que permitem som do estilo surround (dependendo do software), localizadas em ambos os lados da parte superior do sistema. Esta função é inédita em um portátil da Nintendo, já que toda a linha Game Boy apenas oferecia suporte a um som estéreo através de fones de ouvido ou caixas de som externas.

### Especificações técnicas
Especificações técnicas são:
- Comprimento: 161 mm
- Largura: 91,4 mm
- Espessura: 21,2 mm
- Peso: 314 g
- Clock: 133 MHz(contém CPU auxiliar com 33 MHz)
- Tela: Duas de 4,2 polegadas LCD

### Comparação
O quadro a seguir mostra diferenças de tamanho e preço entre o Nintendo DS, o Nintendo DS Lite, o Nintendo DSi e o Nintendo DSi XL.
|             | Nintendo DS | Nintendo DS Lite | Nintendo DSi | Nintendo DSi XL      | Nintendo 3DS         |
| Comprimento | 148,7 mm    | 133 mm           | 137 mm       | 161 mm               | 134 mm mm            |
| Espessura   | 28,9 mm     | 21,5 mm          | 19 mm        | 21,2 mm              | 21 mm mm             |
| Largura     | 84,7 mm     | 73,9 mm          | 75 mm        | 91,4 mm              | 74 mm mm             |
| Peso        | 275 g       | 218 g            | 214 g        | 314 g                | 230 g                |
| Preço       | N/D         | €129,00          | €169,90      | a partir de R$470,00 | a partir de R$749,00 |

### Firmware
Em novembro de 2004, a Nintendo anunciou sua entrada no negócio de animações, sugerindo que os cinemas que mostrassem estas animações poderiam instalar quaisquer para transmitir conteúdo de jogos para unidades do Nintendo DS. Em março de 2005, a Nintendo testou os quiosques de transmissão no Japão, permitindo aos jogadores baixar um demo de Meteos, conteúdo adicional em Nintendogs, ou músicas extras para Jam with the Band. Um quiosque similar esteve presente na E3 de 2005 e contava com demos baixáveis e trailers. Quiosques similares estão disponíveis em lojas norte-americanas como GameStop, EB Games e Game Crazy, com a possibilidade das lojas Wal-Mart e Target serem adicionadas depois. Em maio de 2006, as "Nintendo DS Download Stations" começaram a aparecer nestas lojas, com um número limitado de demos baixáveis. No Brasil, já estão disponíveis alguns Downloads Stations em lojas especializadas.
O programa PictoChat, que é permanentemente salvo na unidade, permite aos usuários comunicar-se com outros jogadores de Nintendo DSi XL, dentro da zona de cobertura, por texto, escrita à mão, ou desenhos, usando a tela sensível ao toque do DS como entrada; um teclado na tela parcialmente cobre a área sensível ao toque enquanto este modo é utilizado, permitindo a digitação de mensagens.

### Jogando via download
Com jogos selecionados (como Super Mario 64 DS, Mario Kart DS, New Super Mario Bros. e Meteos), é possível jogar com outros donos de Nintendo DSi usando apenas um cartão de jogo. O Nintendo DSi baixa todas as informações necessárias de outro DSi que esteja com o jogo. Além disso, várias lojas de jogos possuem "Estações de download para DS", onde um jogador pode baixar demos de jogos. Como o jogo é guardado apenas na RAM do DSi, essas informações são perdidas assim que o seu DSi é desligado.

### Divisão regional
O Nintendo DSi é um console com região livre no sentido de que qualquer console irá rodar jogos de qualquer parte do mundo; é o mesmo sistema em todos os lugares. No entanto, os jogos versão chinesa só podem ser jogados no iQue DS, cujo chip contém as imagens gráficas para os caracteres chineses. Nintendo DSi de outras regiões não podem rodar jogos chineses, enquanto o iQue DS pode rodar de outras regiões. E ainda, como jogos de Game Boy, alguns jogos que requerem que ambos os jogadores tenham o cartucho, não irão funcionar se os jogos foram de regiões diferentes (ex. um jogo japonês pode não funcionar com um jogo norte americano, mas alguns títulos, como Mario Kart DS, são totalmente compatíveis). Com a adição da Nintendo Wi-Fi Connection, alguns jogos podem ser jogados através da internet com usuários de outras regiões. Por exemplo, jogadores podem competir em Mario Kart DS com jogadores do mundo todo.
Alguns jogos Wi-Fi permitem a seleção de oponentes pela região (ex. Mario Kart). As opções são Continental / Ao Redor do Mundo (assim como duas opções sem especificações regionais). Isto seleciona oponentes baseados na mesma área geográfica que você. No entanto, ainda precisa ser definido se esta seleção é baseada no código do console em uso, na região do cartucho ou no endereço IP.

### Conexão com o Nintendo Wii
Assim como vários jogos de GBA conectavam-se com jogos de Gamecube, o DSi pode se conectar com o Nintendo Wii também. Há alguns jogos que possuem opção de se conectar com o Wii, como Pokémon, Geometry Wars Galaxies e entre outros.

## DSi Menu
A interface do portátil baseia-se no DSi Menu, onde é possível alterar configurações e acessar o jogo do cartão ou um dos softwares disponíveis para edição de imagens (DSi Camera) e som (DSi Sound) e download de software e jogos adicionais (DSi Shop), além do que já existia nos sistemas originais: chat (PictoChat) e download de jogos multiplayer e demonstrações (DSi Download Play). Em todos os sistemas DSi, vem pré-instalado um vídeo sobre como conectar o aparelho à internet, o Nintendo DSi + Internet. Também era possível fazer o download gratuito de Flipnote Studio, um software Flip book que permite a criação, edição e compartilhamento de animações, o Nintendo 3DS Transfer Tool, um aplicativo que permite a transferência de dados entre um DSi e um 3DS, e o Nintendo DSi Browser, para navegação na internet, embora o segundo também possa ser baixado gratuitamente através do DSi Shop.

### DSi Shop
O Nintendo DSi possuiu um canal de compras como o do Wii, chamado de DSi Shop. Nele era possível baixar softwares e jogos DSiWare únicos através de Nintendo DSi Points. O preço dos aplicativos variou de 200 a 1000 Nintendo DSi Points ($2 a $10 dólares), sem contar os gratuitos (Nintendo DSi Browser e Flipnote Studio). A DSi Shop encerrou suas atividades em 2017, incluindo a capacidade de refazer o download de jogos e softwares. Além disso, a partir do dia 30 de setembro de 2016, já não foi mais possível usar Nintendo DSi Points na loja.

#### Encerramento da Nintendo DSi Shop
Em 1 de abril de 2016, foi anunciado o encerramento da Nintendo DSi Shop. A principal razão para isso, foi o facto de os jogadores terem mudado para a família de consoles portáteis Nintendo 3DS, além da obsolescência da própria loja, a falta de novos títulos de software (o último DSiWare disponível na loja era The Mysterious Case of Dr. Jekyll & Mr. Hyde, que foi lançado em 15 de outubro de 2015), e o encerramento da Nintendo Wi-Fi Connection, que foi necessária para o serviço online de três títulos de DSiWare (Sujin Taisen: Number Battles; Metal Torrent; e mais notavelmente Mario vs. Donkey Kong: Minis March Again!). Com isso, os jogadores que ainda possuem uma DSi e continuam a jogar na mesma já não vão ser capazes de comprar e baixar novos jogos. A capacidade de adicionar Nintendo DSi Points parou no dia 30 de setembro de 2016. Além disso a capacidade de re-download também parou, mas antes do dia do encerramento da DSi Shop. A Nintendo recomendou a transferência de dados de um DSi para um 3DS, a fim de poder continuar a jogar lá além de que a capacidade de re-downloading para títulos DSiWare permanece na Nintendo eShop, que é a loja digital da 3DS e disponibiliza muitos (mas não todos) jogos e aplicações DSiWare. Isto não só marca o fim da Nintendo DSi Shop, como também a linha Nintendo DS, já que o último remanescente da própria deixou de existir, o último título de DS tinha sido lançado em 2014, e as consolas dessa mesma linha deixaram de ser vendidas em 2013. Além disso certos jogos DSiWare não podem ser transferidos para um 3DS, mas dois deles, Flipnote Studio e Sparkle Snapshots, já foram relançados como aplicativos de 3DS. Qualquer título de DSiWare não transferível ou já existente em um console 3DS, pode ser mantido em um DSi após o encerramento, mas não pode ser desinstalado a partir do data management já que esses dados são irrecuperáveis e insubstituíveis.
O encerramento da Nintendo DSi Shop ocorreu no dia 31 de março de 2017.

### Aplicativos iniciais
Nintendo DSi Camera: Tire, Edite, Armazene ou Transfira Fotos, veja as funcionalidades:
- Normal: Tire fotos sem qualquer alteração
- Distorção: Distorça fotos com a touch screen
- Grafite: Desenhe Objetos na Foto
- Cores: Tire fotos com partes (ou tudo) em Preto e Branco
- Arco-íris: Altere as cores
- Caleidoscópio: Espelhe as Imagens, Duplicando-as, em Triangulo ou Quadrado
- Comics: Coloque efeitos nas fotos como: Lagrimas, Orelhas de Coelho, Óculos, etc.
- Caretas: Deixe uma Pessoa Alegre, Brava ou Triste
- Fusão: Veja um Fusão de 2 fotos
- Parecidos: Veja quanto você se parece com outra pessoa
- Montagens: Coloque Máscaras ou Bordas nas Fotos

Nintendo DSi Sound: Nintendo DSi Sound é um Aplicativo de áudio para Nintendo DSi:
- Gravar e Editar: Essa função pode gravar sons de até 10 segundos e editá-los no Nintendo DSi, deixando grave, agudo, etc.
- Escutar no Cartão SD: Essa função é para escutar músicas em formato MP3 e 3GP, no Nintendo DSi, e editá-los

Nintendo DSi Shop: Baixe Jogos ou Aplicativos no Nintendo DSi Shop. Atualmente sucedida pela Nintendo eshop.
- Nintendo DSiWare: É o lugar onde você pode baixar jogos (Grátis, 200, 500, 800+ pontos);
- Nintendo DSi Points: Servem para comprar jogos e aplicativos; e podem ser comprados em lojas ou cartão de crédito.

PictoChat: PictoChat é um aplicativo de conversa local. O DSi é o último console da Nintendo a incluir essa funcionalidade.
- Salas: Existem quatro Salas de Conversa, com 16 vagas.

DS Download Play: Jogue Jogos com apenas um Cartão de Jogo.

## Suporte
O DSi encerrou suas atividades em 2017; e o serviço para jogos online (Nintendo Wi-Fi Connection) encerrou suas atividades em 2014.

## Nintendo DSi XL
O Nintendo DSi XL, conhecido como Nintendo DSi LL (ニンテンドー) no Japão; e popularmente de DSi XL, é um console de videogame portátil produzido pela japonesa Nintendo. É uma versão maior de seu antecessor, o Nintendo DSi, que continuou a ser vendido paralelamente à nova edição. Foi lançado no Japão em 21 de novembro de 2009; na Europa em 5 de março de 2010; e na América do Norte em 28 de março de 2010. As duas versões não diferem em funcionalidade.
As telas são de 4,2 polegadas na diagonal. Para comparação, as telas do DSi medem 3,25 polegadas; e as telas do DS Lite tem 3 polegadas. A resolução de 256x192 pixels por tela mantem-se. A razão para as telas maiores é atribuída principalmente a permitir jogabilidade mais fácil em jogos em que o texto é pequeno; e usar recursos que exigem precisão. Outra razão, segundo o presidente da Nintendo Satoru Iwata, é "oferecer um novo estilo de jogo, onde aqueles que estão cercando o jogador podem participar de uma forma ou de outra da jogabilidade". A versão em japonês será lançada em três cores: Wine Red, Dark Brown e Natural White. No anúncio, foi feito, em relação à cor, as mesmas para qualquer outra região.
O DSi XL, como qualquer outro DS, incluiu uma caneta que se encaixa dentro da unidade. A caneta DSi XL tem 96 milímetros de comprimento, apenas 4 milímetros mais longa do que a caneta do DSi. O XL inclui também uma longa caneta de 129,3 milímetros, em forma de caneta real, que não se enquadra dentro do console. Além disso, pela primeira vez na linha DS, dois modelos de DS irão partilhar um transformador em comum. O DSi XL usa o mesmo adaptador AC que o DSi.
Apesar do aumento do tamanho das telas, a bateria do DSi XL supostamente dura mais que no DSi. A Nintendo alega 13-17 horas de autonomia no nível de brilho mais baixo, em comparação com as 9-14 horas do DSi. No alto brilho, o DSi XL supostamente dura 4-5 horas, uma hora a mais do que no DSi.
Pré-carregados na memória interna, estão:
- DSi Browser, um navegador de internet;
- Studio Flipnote, um aplicativo de desenho "frame por frame", como o Adobe Flash;
- Brain Age Express: Art & Letters, um jogo de desenho focado em letras;
- Brain Age Express: Math, um jogo de desenho focado em matemática;
- Meikyou Kokugo Rakubiki Jiten, um programa de dicionário.

Como o DSi, a XL é capaz de jogar cartuchos de DS, incluindo os que foram concebidos apenas ao DSi e aprimorados para o DSi. Ele também foi capaz de baixar e jogar jogos da DSiWare. Como o DSi, não há slot para cartuchos de Game Boy Advance.
Sua loja online encerrou todas as suas atividades em 2017, junto com a sua versão menor, marcando o fim permanente da linha Nintendo DS.